# P700
P700은 식물, 조류, 남세균의 광계 I과 관련된 이합체 분자로 반응 중심 색소인 엽록소 a이다. 광계 I 1차 공여체(영어: photosystem I primary donor)이라고도 한다.

## 어원
P700의 "P"는 "색소(pigment)"에서 유래되었으며, "700"은 가시광선의 적색 부분인 700 nm의 빛을 가장 잘 흡수한다는 것을 의미한다.

## 구성 요소
P700의 구조는 두 개의 서로 다른 엽록소 분자, 특히 엽록소 a와 엽록소 a'를 갖는 이종이량체로 구성되며 "특수 쌍(special pair)"이라는 부가적인 명칭이 부여된다. 그러나 필연적으로 P700의 특수 쌍은 마치 하나의 단위인 것처럼 작동한다. P700은 대략 430 nm~700 nm 사이의 파장을 가진 빛 에너지를 흡수하고 고에너지 전자를 근처에 있는 일련의 수용체로 전달하는 능력 때문에 필수적이다.

## 작용 및 기능
광계 I은 전자 전달을 통해 광합성 반응이 끝날 때 환원된 형태의 NADP+인 NADPH를 생성하고, 예를 들어 순환적 전자 흐름에서 양성자 펌프와 최종적으로 ATP에 에너지를 공급한다.

### 여기
광계 I이 빛을 흡수할 때 P700의 전자는 더 높은 에너지 준위로 여기된다. 그 결과 여기된 전자를 가지는 P700은 P700*로 지정되며, 이는 –1.2 V의 상당한 음의 산화환원전위를 가지기 때문에 강력한 환원제이다.

### 전자전달계
P700이 들뜬 후 전자 중 하나가 전자 수용체인 Ao으로 전달되어 전하 분리를 유발하여 음이온성의 Ao− 및 양이온성의 P700+를 생성한다. 그 후 전자는 Ao에서 A1으로 알려진 필로퀴논 분자를 거쳐 3개의 철-황 클러스터로 전달된다.
광계 I은 철-황 클러스터 단백질을 최종 전자 수용체로 사용한다. 따라서 전자는 Fx에서 다른 철-황 클러스터인 FA로 전달된 다음에 전자 수용체로 역할을 하는 마지막 철-황 클러스터인 FB로 전달된다. 결국 전자는 페레독신 단백질로 전달되어 환원된 형태의 페레독신을 생성하며 이어서 전자는 페레독신에서 NADP+로 전달되어 NADPH를 생성한다.

#### 비순환적 전자 흐름
P700*에서 후속 전자 수용체로 전자가 전달되는 속도가 빠르기 때문에 전자가 P700의 양이온 형태(P700+)로 다시 전달되는 것을 방지한다. 결과적으로 대부분의 경우 광계 II로부터 광계 I으로 전달되는 전자는 P700 특수 쌍의 여기에서 NADPH 생성에 이르는 비순환적 전자 흐름을 따른다.

#### 순환적 전자 흐름
그러나 특정 상황에서는 광합성에서 전달되는 전자를 재활용하는 것이 중요하며, 그 결과 철-황 클러스터 FB의 전자가 사이토크롬 b6f 복합체(광계 II와 광계 I 사이의 어댑터)로 전달된다. P700+의 에너지를 활용하여 순환적 전자 흐름은 ATP 생성에 유용한 양성자 기울기를 생성하는 반면, 페레독신 단백질은 환원되지 않기 때문에 NADPH는 생성되지 않는다.

### P700의 복구
P700+는 플라스토사이아닌을 산화시켜 전자를 얻어 P700을 재생한다.

## 같이 보기
- P680
- 광계 I
- 광계 II